# Kansas City Blues/Cowboys
Kansas City, Misuri tuvo un equipo en la National Football League antes de los Chiefs que operaron bajo
dos nombres diferentes: Los Blues en 1924 y los Cowboys desde 1925 hasta 1926. Los Blues compitieron como un equipo itinerante, jugando todos
sus partidos de la NFL en los estadios de otras ciudades en su único año bajo ese nombre. LeRoy Andrews actuó como jugador-entrenador del
equipo.

## Jugadores del Salón de la Fama
- Joe Guyon (1924–25)
- Steve Owen (1925–26)

## Temporadas
| [ 1 ]   | Año  | V | D | E | Resultado | Entrenador(es) |
| ------- | ---- | - | - | - | --------- | -------------- |
| Blues   | 1924 | 2 | 7 | 0 | 15.º      | LeRoy Andrews  |
| Cowboys | 1925 | 2 | 5 | 1 | 13.º      | LeRoy Andrews  |
| Cowboys | 1926 | 8 | 3 | 0 | 4.º       | LeRoy Andrews  |